# Hladké Životice (železniční zastávka)
Hladké Životice (dříve Seitendorf a Životice na Moravě) jsou železniční zastávka na trati Přerov–Bohumín, zprovozněná roku 1912. Nynější železniční zastávka byla až do modernizace železniční trati v úseku Hranice na Moravě – Studénka v letech 2001–2004 železniční stanicí. Výpravní budova je od roku 1998 nemovitou kulturní památkou.
Obě nástupiště jsou spojena podchodem.

## Poloha
Zastávka se nachází v jihovýchodní části Hladkých Životic při mostním křížení železniční trati s místní komunikací (silnicí III/04736). K nádraží vede značená odbočka modré turistické značky spojující Jistebník a Suchdol nad Odrou.
Úsek trati tvoří severní hranici CHKO Poodří, jižně od zastávky leží přírodní památka Pusté nivy a přírodní rezervace Bartošovický luh, za ním se do výše 277 m n. m. zvedá Bartošovický kopec.

## Stanice
V roce 1880 byla zřízena zastávka Seitendorf. Zastávka byla vybavena dřevěnou čekárnou a později byl postaven strážní domek s čekárnou podle typového projektu (Normalplan No 2056). Strážní domek byl postaven z režného cihelného zdiva. Kromě čekárny byly v objektu dva pokoje a kuchyň, která byla podsklepena. Tato stavba se nachází při nadjezdu nad silnicí Oderská a je přeměněna na obytný domek (stav k roku 2012).
Mimo to byla v obci byla zřízena zastávka místní dráhy Suchdol nad Odrou – Fulnek (původně Seitendorf lokalbahn–Životice), která byla uvedena do provozu v roce 1891. V roce 1925 název zastávky byl změněn na Hladké Životice místní nádraží. Na této stanici byl postaven strážní domek s čekárnou podle typizovaného plánu (Normalplan No 19) z režného zdiva. V období 60. let 20. století byl během rekonstrukce tratě omítnut.

### Výpravní budova
Zvyšováním nároků na provoz železnice se v roce 1909 zastávka stala křižovací stanicí. V té době byla postavena výpravní budova podle typového plánu (Spezialplan No 227611) architekta Franze Bobrowského. Budova byla patrová v secesním geometrickém slohu s valbovou střechou s přízemním křídlem. Fasády byly členěny kontrastními hladkými a strukturovanými omítkami s řadou vpadlých nebo vystupujících čtverců. Do vestibulu patrové budovy vedlo okno pokladny, a v přízemí byly kanceláře přednosty, dělnická kasárna a byt.

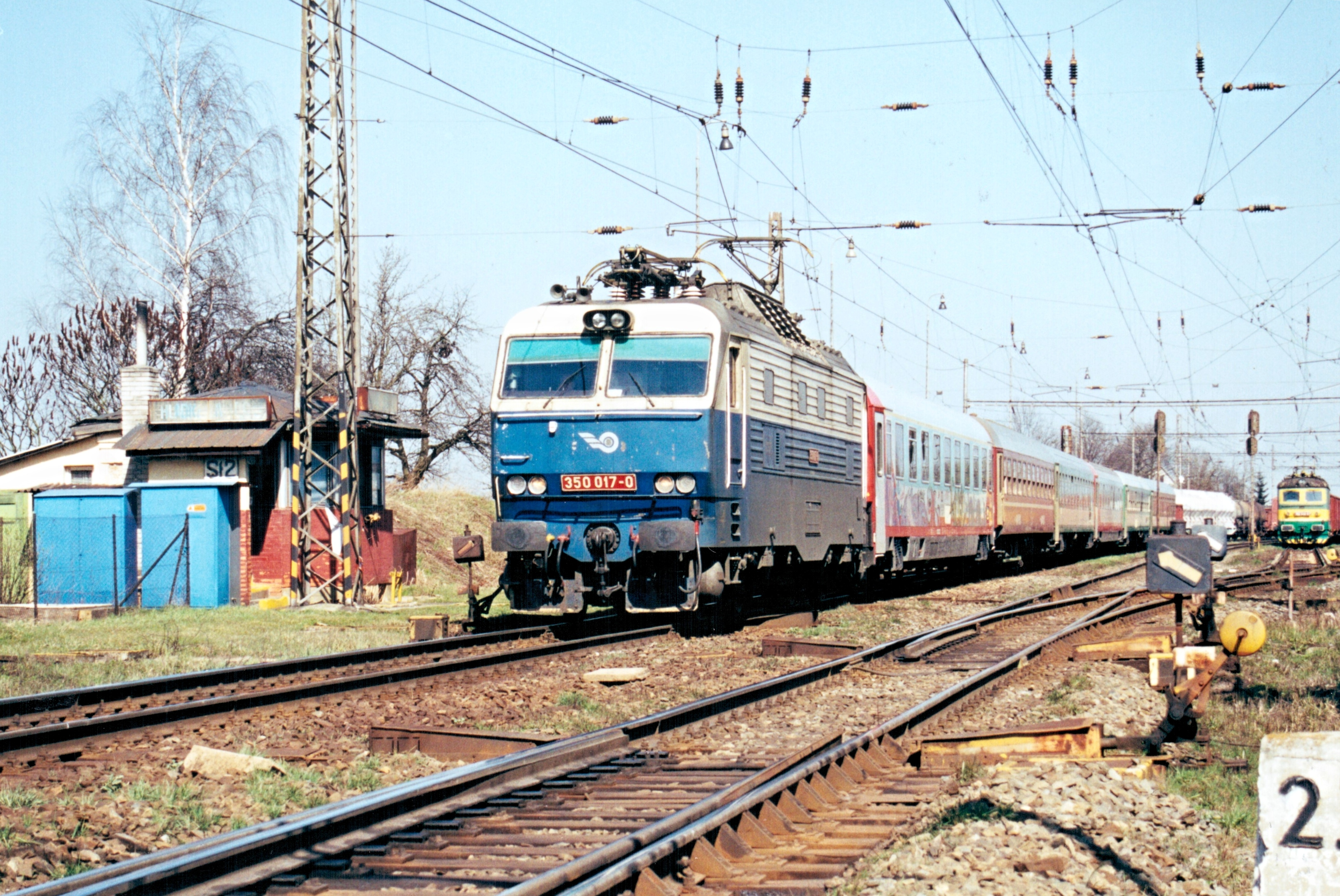
Kolem stavědla St2 stanice Hladké Životice projíždí vlak EuroCity 131 Polonia.

V patře byly dva třípokojové byty s kuchyní a vlastním příslušenstvím. V přízemním křídle se nacházel vestibul z něhož vedly vstupy do čekáren pro I. a II. třídu (společná), do čekárny pro III. třídu, do výdejny zavazadel. Místnosti měly samostatné východy na krytou verandou z drážní strany. V krajní ose se nacházela pošta, lampárna a příslušenství. V období 60. let 20. století rekonstrukce tratě byla budova omítnutá brizolitem a vyměněna okna.

### Obytné domy
Pro zajištění kvalifikované a spolehlivé pracovní síly a především jejich dosažitelnost, byly pro zaměstnance dráhy stavěny obytné domy v blízkosti železnice. V roce 1909 byly postaveny v blízkosti výpravní budovy dva patrové domy pro čtyři a osm rodin podle typového projektu Franze Bobrowského. Obytný dům pro osm rodin (Spezialplan No 2011) měl ryzalit ve střední ose se vstupem na schodiště z přednádraží. V každém patře byly dva jednopokojové a dva dvoupokojové byty s kuchyní a vlastním příslušenstvím (situováno kolem schodiště). Obytný dům pro čtyři rodiny (Normalplan No 167a,b) měl v každém patře dva dvoupokojové byty s velkou kuchyní a vlastním příslušenstvím. Centrální schodiště elipsovitého půdorysu bylo osvětleno termálním oknem. Ve dvoře byly postaveny zděné patrové kůlny, které patřily k výbavě každého bytu. V období 60. let 20. století rekonstrukce tratě byly domy omítnuty a vyměněna okna.